# Илларионов (хутор)
Илларионов — хутор в Боковском районе Ростовской области.
Входит в состав Краснокутского сельского поселения.

## География
На хуторе имеется одна улица: Магрицкого.

## Население
| 1989 | 2002 | 2010 |
| ---- | ---- | ---- |
| 227  | ↗261 | ↗269 |

## Достопримечательности
- Памятник казакам[3].

Территория Ростовской области была заселена ещё в эпоху неолита. Люди, живущие на древних стоянках и поселениях у рек, занимались в основном собирательством и рыболовством. Степь для скотоводов всех времён была бескрайним пастбищем для домашнего рогатого скота. От тех времен осталось множество курганов с захоронениями жителей этих мест. Курганы и курганные группы находятся на государственной охране.
Поблизости от территории хутора Илларионова Боковского района расположено несколько достопримечательностей — памятников археологии. Они охраняются в соответствии с Федеральным законом от 25.06.2002 № 73-ФЗ «Об объектах культурного наследия (памятниках истории и культуры) народов Российской Федерации», Областным законом от 22.10.2004 № 178-ЗС «Об объектах культурного наследия (памятниках истории и культуры) в Ростовской области», Постановлением Главы администрации РО от 21.02.97 № 51 о принятии на государственную охрану памятников истории и культуры Ростовской области и мерах по их охране и др.
- Курган «Илларионов VI». Находится на расстоянии около 500 метров к западу от хутора Илларионова.
- Курган «Илларионов VIII». Находится на расстоянии около 1,75 км к северу от хутора Илларионова.
- Курганная группа «Илларионов I» (15 курганов). Находится на расстоянии около 0,3 км к западу от хутора Илларионова.
- Курганная группа «Илларионов II» (2 кургана). Находится на расстоянии около 1,0 км к юго-востоку от хутора Илларионова.
- Курганная группа «Илларионов III» (5 курганов). Находится на расстоянии около 1,7 км к юго-востоку от хутора Илларионова.
- Курганная группа «Илларионов IV» (2 кургана). Находится на расстоянии около 3,1 км к юго-востоку от хутора Илларионова.
- Курганная группа «Илларионов V» (4 кургана). Находится на расстоянии около 4,0 км к юго-востоку от хутора Илларионова[5].